# 260
Cette page concerne l'année 260  du calendrier julien. Pour l'année 260 av. J.-C., voir 260 av. J.-C. Pour le nombre 260, voir 260 (nombre).
L'année 260 est une année bissextile qui commence un dimanche.

## Événements
- 25 mars : inscription d'Auzia en Maurétanie Césarienne en l'honneur du chevalier Gargilius Martialis, victime d'une embuscade des Bavares après avoir capturé et mis à mort le chef berbère Faraxen[1].

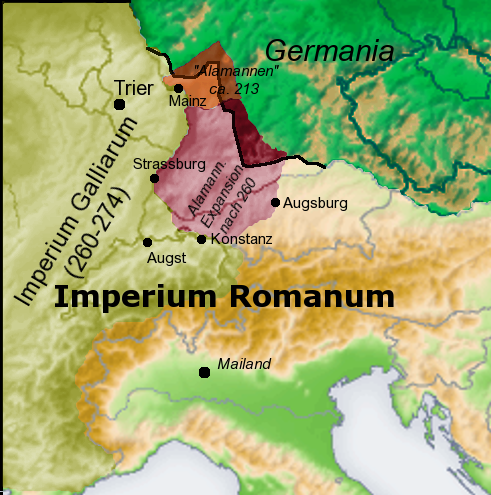
Conquêtes du royaume alaman en 260.

- 24-25 avril : victoire du gouverneur de Rhétie Marcus Simplicinius Genialis sur un groupe de Juthunges de retour d'un raid en Italie, mentionnée par une inscription du  11 septembre retrouvée à Augsbourg en 1992[2].

- Juin[3]? : lors de la troisième campagne du roi perse Chahpur Ier (Sapor Ier) contre Rome en Haute Mésopotamie, l’empereur romain Valérien est vaincu et fait prisonnier avec tout son état-major (dont le préfet du prétoire Successianus) et environ 70 000 hommes près d’Édesse, en Osroène[4]. Valérien est supplicié et tué par Chahpuhr Ier. Celui-ci envahit la Syrie, la Cilicie et la Cappadoce mais est arrêté par Ballista et Macrien le père puis attaqué par Odénat de Palmyre.
  - À la mort de son père, Gallien devient seul empereur romain (fin de règne en 268)[5] ; occupé en Occident, il n'intervient pas en Orient. Il garantit la liberté du culte chrétien[4] (petite paix de l'Église de 260 à 303[6]).

- Juin-juillet : le gouverneur des Gaules, M. Cassianus Postumus s’empare de Cologne et y proclame l’Empire des Gaules après l'élimination de Salonin[5]. Les légions d’Espagne et de Bretagne lui apportent leur adhésion.

- 8 juillet : début du règne de Cao Huan, cinquième et dernier empereur des Wei[7].
- Avant le 29 août[8] : Macrien et ses fils Macrien le Jeune et Quiétus se font proclamer empereurs en Orient.

- Les Alamans attaquent la ville d’Augst (Augusta Raurica)[9].

## Décès en 260
- Valérien, empereur romain.